# Vinzenz Hampel
Vinzenz Hampel (29. ledna 1880 Mostek – 27. června 1955 Altbach) byl německý pedagog a hudebník. Je známý jako autor Krkonošské písně.

## Život
Vinzenz Hampel se vyučil učitelem a zpočátku působil ve Vrchlabí, Podhůří a Čermné. V roce 1915 byl pověřen vedením "domova pro slabomyslné" ve Vrchlabí, který byl v roce 1918 přeměněn na výchovný ústav pro zanedbané, obtížně vychovatelné a psychopatické chlapce. Hampel se ve své pedagogické činnosti zaměřil na logopedickou výuku a obzvláště úspěšná byla jeho léčba koktavosti. Hampel vedl domov a přilehlou ubytovnu pro koktavé děti až do svého odchodu do důchodu v roce 1936. I v důchodu, který zpočátku trávil v Litoměřicích, pokračoval v práci učitele logopedie. V roce 1941 byla v Šumperku založena logopedická škola podle jeho metody.
Ve Vrchlabí byl Hampel sbormistrem pěveckého spolku "Liedertafel", pro který zhudebňoval texty místních básníků i vlastní poezii. Jeho největším úspěchem byla skladba Krkonošská píseň z roku 1915, jejíž text od Othmara Fiebigera našel v roce 1914 ve sborníku Trutnovského pěveckého sdružení "Harmonie".
V roce 1945 byl ze své vlasti vyhoštěn. Se svou rodinou se nejprve usadil v Durynsku. Protože se u tamních úředníků netěšil velké oblibě, přestěhoval se nakonec přes Berlín do Altbachu, kde po několika mozkových příhodách ve věku 75 let zemřel.

### Zmínka
- Sprachheilschulen im Sudetenland. In: Die deutsche Sonderschule. 9. Jg. 1942, 9/10, S. 254–256.
- Stottern rasch beseitigt. Teil I: Sprechfibel. Teil II: Anleitung zum Gebrauch der Sprechfibel. Reichenberg 1942.
- Die Geschichte des Liedes vom Riesengebirge. In: Hohenelber Heimatbüchlein. 1, 1949, S. 108–112.

## Linky
- Vinzenz Hampel na Discogs
- Vinzenz Hampel na AllMusic